# Classique de Californie
Le classique de Californie, appelé originellement California Clasico, ou California Classico,, est la rivalité opposant le Galaxy de Los Angeles aux Earthquakes de San José, deux clubs californiens participant à la Major League Soccer, élite du soccer nord-américain. Cette rivalité a pour fond la rivalité sportive et culturelle existante entre la Californie du Nord et la Californie du Sud.

## Histoire
Si la rivalité entre les deux équipes est née en 1996, les tensions connaissent un pic entre 2001 et 2005. Durant cette période, les deux ont lutté pour le titre de champion de la Major League Soccer. Champions en 2001 en battant en finale le Galaxy, les Earthquakes éliminent en 2003 Los Angeles au bout du temps additionnel et sont de nouveau champions de MLS. Mais le Galaxy s'impose dans la compétition en 2002 puis se venge de San José en 2005 en éliminant ce dernier et en devenant champion. Les transferts de joueurs entre les deux clubs ont également contribué au développement des tensions, notamment celui de Landon Donovan prêté aux Earthquakes mais signant un transfert avec le Galaxy.
La rivalité a connu un coup d'arrêt deux saisons car les Earthquakes ne faisaient plus partie de la MLS pour des raisons liées au stade. En 2008, la franchise fait son retour en MLS. Mais la rivalité a perdu de son prestige, au point même que les supporters de Galaxy ne considèrent plus San José comme leur principal rival mais plutôt le Chivas USA, basé lui aussi à Los Angeles.
Cependant, un regain pour ces rencontres s'est produit en 2012, quand une bagarre a éclaté en plein match. David Beckham étant jugé responsable de ces évènements, il a été suspendu un match par la commission de discipline de la MLS.

## Résultats

### Saison régulière de MLS

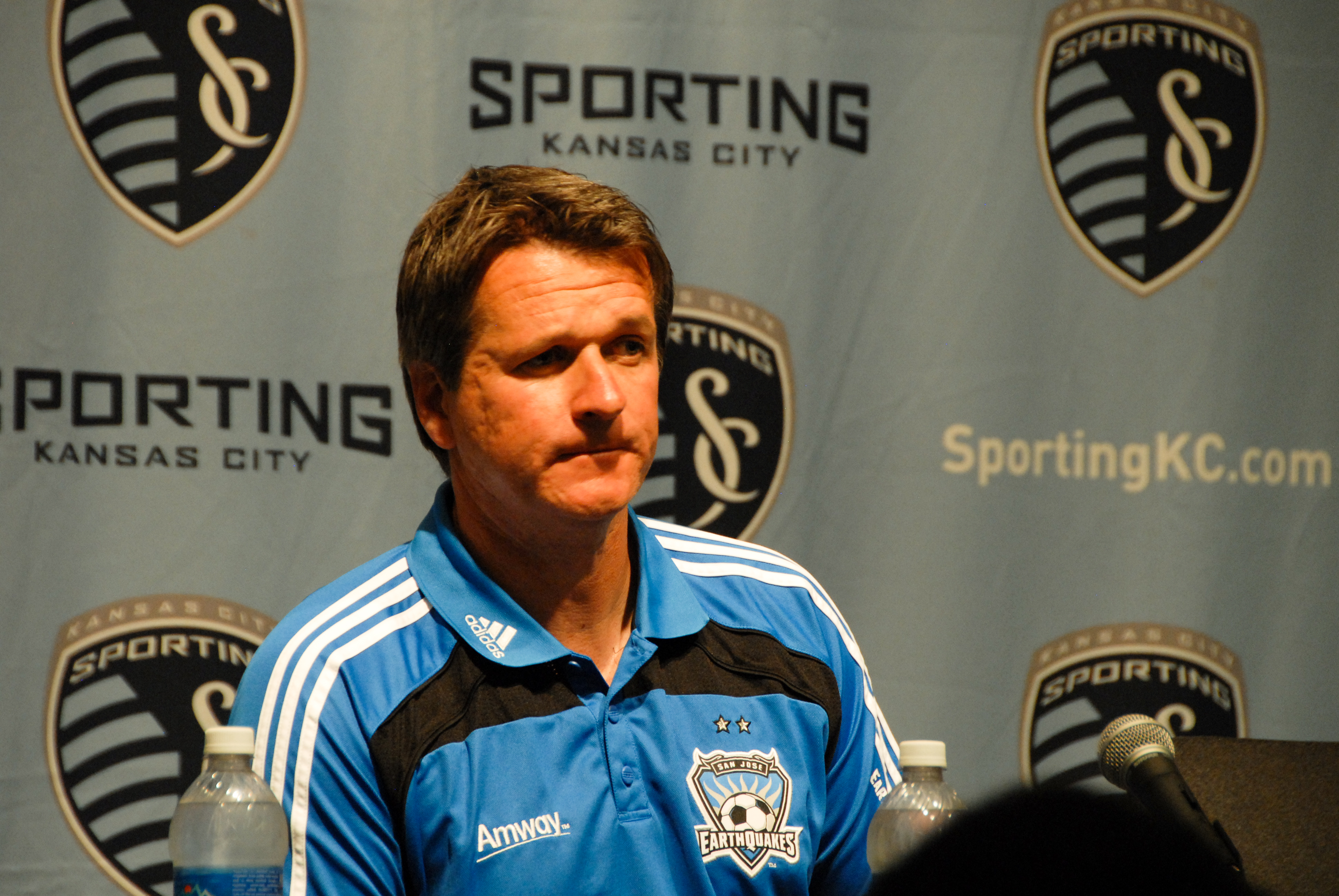
Frank Yallop est le second entraîneur à avoir entraîné les deux équipes.

| Date               | Domicile    | Score          | Extérieur   | Stade                 |
| ------------------ | ----------- | -------------- | ----------- | --------------------- |
| 28 avril 1996      | Los Angeles | 2–1            | San Jose    | Rose Bowl             |
| 12 mai 1996        | San Jose    | 1–2            | Los Angeles | Spartan Stadium       |
| 1er septembre 1996 | San Jose    | 1–1 (1–3 pen.) | Los Angeles | Spartan Stadium       |
| 15 septembre 1996  | Los Angeles | 4–2            | San Jose    | Rose Bowl             |
| 12 avril 1997      | San Jose    | 4–1            | Los Angeles | Spartan Stadium       |
| 18 mai 1997        | Los Angeles | 1–1 (LA pen.)  | San Jose    | Rose Bowl             |
| 17 août 1997       | Los Angeles | 2–3            | San Jose    | Rose Bowl             |
| 21 septembre 1997  | San Jose    | 2–3            | Los Angeles | Spartan Stadium       |
| 21 mars 1998       | Los Angeles | 3–3 (3–1 pen.) | San Jose    | Rose Bowl             |
| 27 juin 1998       | San Jose    | 1–2            | Los Angeles | Spartan Stadium       |
| 16 septembre 1998  | San Jose    | 0–0 (LA pen.)  | Los Angeles | Spartan Stadium       |
| 20 septembre 1998  | Los Angeles | 0–1            | San Jose    | Spartan Stadium       |
| 3 avril 1999       | San Jose    | 1–1 (4–2 pen.) | Los Angeles | Spartan Stadium       |
| 24 avril 1999      | Los Angeles | 0–1            | San Jose    | Rose Bowl             |
| 7 août 1999        | San Jose    | 1–4            | Los Angeles | Spartan Stadium       |
| 1er septembre 1999 | Los Angeles | 3–1            | San Jose    | Rose Bowl             |
| 17 mai 2000        | San Jose    | 0–0            | Los Angeles | Spartan Stadium       |
| 27 mai 2000        | Los Angeles | 1–1            | San Jose    | Rose Bowl             |
| 26 août 2000       | San Jose    | 0–3            | Los Angeles | Spartan Stadium       |
| 30 août 2000       | Los Angeles | 2–1            | San Jose    | Rose Bowl             |
| 7 avril 2001       | Los Angeles | 2–3            | San Jose    | Rose Bowl             |
| 9 juin 2001        | San Jose    | 3–1            | Los Angeles | Spartan Stadium       |
| 4 juillet 2002     | Los Angeles | 2–1            | San Jose    | Rose Bowl             |
| 7 juillet 2002     | San Jose    | 1–0            | Los Angeles | Spartan Stadium       |
| 14 septembre 2002  | Los Angeles | 1–0            | San Jose    | Rose Bowl             |
| 21 septembre 2002  | San Jose    | 0–1            | Los Angeles | Spartan Stadium       |
| 26 avril 2003      | San Jose    | 1–0            | Los Angeles | Spartan Stadium       |
| 18 juin 2003       | Los Angeles | 1–1            | San Jose    | The Home Depot Center |
| 18 octobre 2003    | Los Angeles | 3–0            | San Jose    | The Home Depot Center |
| 25 octobre 2003    | San Jose    | 1–1            | Los Angeles | Spartan Stadium       |
| 22 mai 2004        | San Jose    | 4–2            | Los Angeles | Spartan Stadium       |
| 4 juillet 2004     | Los Angeles | 2–1            | San Jose    | The Home Depot Center |
| 11 septembre 2004  | Los Angeles | 2–1            | San Jose    | The Home Depot Center |
| 25 septembre 2004  | San Jose    | 0–0            | Los Angeles | Spartan Stadium       |
| 21 mai 2005        | Los Angeles | 2–1            | San Jose    | The Home Depot Center |
| 25 juillet 2005    | San Jose    | 3–0            | Los Angeles | Spartan Stadium       |
| 27 août 2005       | San Jose    | 2–1            | Los Angeles | Spartan Stadium       |
| 15 octobre 2005    | Los Angeles | 1–3            | San Jose    | The Home Depot Center |
| 3 avril 2008       | Los Angeles | 2–0            | San Jose    | The Home Depot Center |
| 14 juin 2008       | San Jose    | 0–3            | Los Angeles | O.co Coliseum         |
| 3 août 2008        | San Jose    | 3–2            | Los Angeles | O.co Coliseum         |
| 18 avril 2009      | San Jose    | 1–1            | Los Angeles | O.co Coliseum         |
| 20 juin 2009       | San Jose    | 2–1            | Los Angeles | O.co Coliseum         |
| 24 octobre 2009    | Los Angeles | 2–0            | San Jose    | The Home Depot Center |
| 22 juillet 2010    | Los Angeles | 2–2            | San Jose    | The Home Depot Center |
| 21 août 2010       | San Jose    | 1–0            | Los Angeles | Buck Shaw Stadium     |
| 25 juin 2011       | San Jose    | 0–0            | Los Angeles | Buck Shaw Stadium     |
| 20 août 2011       | Los Angeles | 2–0            | San Jose    | The Home Depot Center |
| 23 mai 2012        | Los Angeles | 2–3            | San Jose    | The Home Depot Center |
| 30 juin 2012       | San Jose    | 4–3            | Los Angeles | Stanford Stadium      |
| 21 octobre 2012    | San Jose    | 2–2            | Los Angeles | Buck Shaw Stadium     |
| 29 juin 2013       | San Jose    | 3-2            | Los Angeles | Stanford Stadium      |
| 31 août 2013       | Los Angeles | 3-0            | San Jose    | StubHub Center        |

### MLS Playoffs
| Date              | Domicile    | Score | Extérieur   | Stade                 |
| ----------------- | ----------- | ----- | ----------- | --------------------- |
| 26 septembre 1996 | San Jose    | 1–0   | Los Angeles | Spartan Stadium       |
| 29 septembre 1996 | Los Angeles | 2–0   | San Jose    | Rose Bowl             |
| 2 octobre 1996    | Los Angeles | 2–0   | San Jose    | Rose Bowl             |
| 1er novembre 2003 | Los Angeles | 2–0   | San Jose    | The Home Depot Center |
| 9 novembre 2003   | San Jose    | 5–2   | Los Angeles | Spartan Stadium       |
| 23 octobre 2005   | Los Angeles | 3–1   | San Jose    | The Home Depot Center |
| 29 octobre 2005   | San Jose    | 1–1   | Los Angeles | Spartan Stadium       |
| 4 novembre 2012   | Los Angeles | 0–1   | San Jose    | The Home Depot Center |
| 7 novembre 2012   | San Jose    | 1-3   | Los Angeles | Buck Shaw Stadium     |

### MLS Cup

#### MLS Cup 2001
| Date            | Domicile    | Score | Extérieur | Stade                 |
| --------------- | ----------- | ----- | --------- | --------------------- |
| 21 octobre 2001 | Los Angeles | 1–2   | San Jose  | Columbus Crew Stadium |

### Lamar Hunt U.S. Open Cup
| Date            | Domicile    | Score           | Extérieur   | Stade            |
| --------------- | ----------- | --------------- | ----------- | ---------------- |
| 9 août 2000     | San Jose    | 0–2             | Los Angeles | Titan Stadium    |
| 24 juillet 2001 | Los Angeles | 1–1 (10–9 pen.) | San Jose    | Negoesco Stadium |
| 7 août 2002     | San Jose    | 0–1             | Los Angeles | Spartan Stadium  |
| 24 août 2005    | San Jose    | 1–2             | Los Angeles | Spartan Stadium  |

## Navigation